# Votations fédérales de 1999 en Suisse
Dix votations fédérales ont été organisées en 1999 en Suisse  les 7 février, 18 avril et 13 juin.

## Février
Le 7 février 1999, quatre objets sont soumis à la votation.
1. L'arrêté fédéral du 9 octobre 1998 concernant la modification des conditions d'éligibilité au Conseil fédéral.
2. L’arrêté fédéral du 26 juin 1998 concernant un article constitutionnel sur la médecine de la transplantation.
3. L'initiative populaire du 22 octobre 1993 « Propriété du logement pour tous ».
4. Le référendum facultatif sur la modification du 20 mars 1998 de la Loi fédérale sur l’aménagement du territoire (LAT).

### Résultats
| Question                    | Pour      | Pour | Contre    | Contre | Blancs | Nuls  | Total     | Inscrits  | Partici- pation | Cantons pour | Cantons pour | Cantons contre | Cantons contre |
| Question                    | Votes     | %    | Votes     | %      | Blancs | Nuls  | Total     | Inscrits  | Partici- pation | Entiers      | Demi         | Entiers        | Demi           |
| --------------------------- | --------- | ---- | --------- | ------ | ------ | ----- | --------- | --------- | --------------- | ------------ | ------------ | -------------- | -------------- |
| Conditions d'égibilité      | 1 287 081 | 74,7 | 436 511   | 25,3   | 35 404 | 5 457 | 1 723 592 | 4 641 575 | 38,01           | 18           | 6            | 2              | 0              |
| Médecine de transplantation | 1 501 925 | 87,8 | 209 263   | 12,2   | 46 216 | 5 471 | 1 711 188 | 4 641 575 | 37,98           | 20           | 6            | 0              | 0              |
| Propriété du logement       | 721 717   | 41,3 | 1 025 025 | 58,7   | 19 817 | 5 410 | 1 771 969 | 4 641 575 | 38,18           | 3            | 0            | 17             | 6              |
| Aménagement du territoire   | 952 482   | 55,9 | 750 130   | 44,1   | 53 715 | 5 699 | 1 702 612 | 4 641 575 | 37,96           |              |              |                |                |

## Avril
Le 18 avril 1999, un objet est soumis à la votation.
1. L’arrêté fédéral du 18 décembre 1998 relatif à une mise à jour de la Constitution fédérale.

### Résultats
| Question                    | Pour    | Pour | Contre  | Contre | Blancs | Nuls  | Total     | Inscrits  | Partici- pation | Cantons pour | Cantons pour | Cantons contre | Cantons contre |
| Question                    | Votes   | %    | Votes   | %      | Blancs | Nuls  | Total     | Inscrits  | Partici- pation | Entiers      | Demi         | Entiers        | Demi           |
| --------------------------- | ------- | ---- | ------- | ------ | ------ | ----- | --------- | --------- | --------------- | ------------ | ------------ | -------------- | -------------- |
| Révision de la Constitution | 969 310 | 59,2 | 669 158 | 40,8   | 23 335 | 5 066 | 1 638 468 | 4 643 521 | 35,89           | 12           | 2            | 8              | 4              |

## Juin
Le 13 juin 1999, cinq objets sont soumis à la votation.
1. Le référendum facultatif sur la Loi du 26 juin 1998 sur l’asile (LAsi).
2. Le référendum facultatif sur l’arrêté fédéral du 26 juin 1998 sur les mesures d’urgence dans le domaine de l’asile et des étrangers (AMU).
3. Le référendum facultatif sur l’arrêté fédéral du 9 octobre 1998 sur la prescription médicale d’héroïne.
4. Le référendum facultatif sur la modification du 26 juin 1998 de la loi fédérale sur l’assurance-invalidité (LAI).
5. Le référendum facultatif sur la Loi fédérale du 18 décembre 1998 sur l'assurance maternité (LAMat).

### Résultats
| Question                        | Pour      | Pour | Contre    | Contre | Blancs | Nuls  | Total     | Inscrits  | Partici- pation |
| Question                        | Votes     | %    | Votes     | %      | Blancs | Nuls  | Total     | Inscrits  | Partici- pation |
| ------------------------------- | --------- | ---- | --------- | ------ | ------ | ----- | --------- | --------- | --------------- |
| Loi sur l'asile                 | 1 443 137 | 70,6 | 601 389   | 29,4   | 66 156 | 7 282 | 2 044 526 | 4 646 450 | 45,58           |
| Mesures d'urgence domaine asile | 1 447 984 | 70,8 | 595 908   | 29,2   | 68 695 | 7 125 | 2 043 892 | 4 646 450 | 45,62           |
| Prescription d'héroïne          | 1 128 393 | 54,4 | 944 919   | 45,6   | 45 297 | 6 760 | 2 073 312 | 4 646 450 | 45,74           |
| Modification de la LAI          | 620 797   | 30,3 | 1 428 986 | 69,7   | 63 774 | 7 102 | 2 049 783 | 4 646 450 | 45,64           |
| Assurance maternité             | 822 458   | 39,0 | 1 286 824 | 61,0   | 19 146 | 6 456 | 2 109 282 | 4 646 450 | 45,94           |